# Ferme de Praz-Derrey
 (août 2012).
Le ferme de Praz-Derrey est une ferme vaudoise situé sur le territoire de la commune de Maracon, en Suisse.

## Histoire
Située au centre du village, la villa, dont le nom signifie « champ à l'arrière » en patois, est inscrite comme bien culturel suisse d'importance nationale.